# Dupljaja
Dupljaja (izvirno srbsko Дупљаја; madžarsko Temesváralja) je naselje v Srbiji, ki upravno spada pod Občino Bela Crkva; slednja pa je del Južnobanatskega upravnega okraja.

## Demografija
V naselju živi 669 polnoletnih prebivalcev, pri čemer je njihova povprečna starost 38,8 let (38,4 pri moških in 39,1 pri ženskah). Naselje ima 262 gospodinjstev, pri čemer je povprečno število članov na gospodinjstvo 3,24.
To naselje je, glede na rezultate popisa iz leta 2002, večinoma srbsko.
|  |

| Demografija | Demografija     | Demografija     |
| Leto        | Št. prebivalcev | Št. prebivalcev |
| ----------- | --------------- | --------------- |
|             |                 |                 |
|             |                 |                 |
|             |                 |                 |
|             |                 |                 |
| 1948        | 1173            |                 |
| 1953        | 1190            |                 |
| 1961        | 1174            |                 |
| 1971        | 1165            |                 |
| 1981        | 1152            |                 |
| 1991        | 1027            | 903             |
| 2002        | 1001            | 854             |
|             |                 |                 |

| Etnična sestava po popisu iz leta 2002 | Etnična sestava po popisu iz leta 2002 | Etnična sestava po popisu iz leta 2002 | Etnična sestava po popisu iz leta 2002 | Etnična sestava po popisu iz leta 2002 |
| -------------------------------------- | -------------------------------------- | -------------------------------------- | -------------------------------------- | -------------------------------------- |
| Srbi                                   | Srbi                                   |                                        | 775                                    | 90,74%                                 |
| Romuni                                 | Romuni                                 |                                        | 24                                     | 2,81%                                  |
| Romi                                   | Romi                                   |                                        | 7                                      | 0,81%                                  |
| Madžari                                | Madžari                                |                                        | 6                                      | 0,70%                                  |
| Čehi                                   | Čehi                                   |                                        | 3                                      | 0,35%                                  |
| Hrvati                                 | Hrvati                                 |                                        | 3                                      | 0,35%                                  |
| Jugoslovani                            | Jugoslovani                            |                                        | 2                                      | 0,23%                                  |
| Nemci                                  | Nemci                                  |                                        | 1                                      | 0,11%                                  |
| Makedonci                              | Makedonci                              |                                        | 1                                      | 0,11%                                  |
| Neznano                                | Neznano                                |                                        | 6                                      | 0,70%                                  |